# Közönséges édesgyökerű páfrány
A közönséges édesgyökerű páfrány (Polypodium vulgare) a valódi páfrányok (Pteridopsida) osztályának édesgyökerű páfrányok (Polypodiales) rendjébe, ezen belül az édesgyökerű páfrányfélék (Polypodiaceae) családjába tartozó faj.

## Előfordulása
A közönséges édesgyökerű páfrányt Európában, Izlandtól a Kaukázusig, napfényes lomberdőkben, fák törzsén, kőfalakon és sziklákon a síkságoktól a középhegységekig megtaláljuk. Magyarországon őshonos, elég gyakori, az Alföldön ritkább. Európán kívül még megtalálható Törökországban, Ázsia középső részén, Japánban, Afrika északnyugati és legdélibb részein, valamint az Észak-Amerikához tartozó Grönlandon is.
Néhol ezt a növényfajt termesztik is.

## Változatai
- Polypodium vulgare var. cambricum (L.) Willd. - szinonimája: Polypodium cambricum L.
- Polypodium vulgare var. kaulfussii (D.C. Eaton) Fernald - szinonimája: Polypodium californicum var. kaulfussii D.C. Eaton

## Megjelenése
A közönséges édesgyökerű páfrány 15 centiméter magas évelő növény, kúszó gyöktörzsén egyesével fejlődnek levelei. A levélnyél körülbelül ugyanolyan hosszú, mint a levéllemez, és zöldes színű. A levéllemez bőrnemű, merev, kopasz, teltzöld, fonákján kissé világosabb, mélyen szárnyasan szeldelt. A levélszárnyak szálas hosszúkásak, ép szélűek, esetleg alig fogazottak vagy fűrészesek, számuk legfeljebb 28. Az utolsó szárnypár rövid. A spóratartó csoportok kerekdedek, pontszerűek, barnás kis pikkely (fátyolka) nem borítja őket.

## Életmódja
A közönséges édesgyökerű páfrány a mérsékelten száraz, mészben szegény vályog- vagy homoktalajokat kedveli. Félárnyékot kedvelő, nyershumuszjelző növényfaj.
A spóraérés ideje július–szeptember között van.

## Felhasználhatósága
A növény gyöktörzse cukrot tartalmaz, likőrgyártásra is használják. Teája köhögés elleni népi gyógyszer.

## Képek

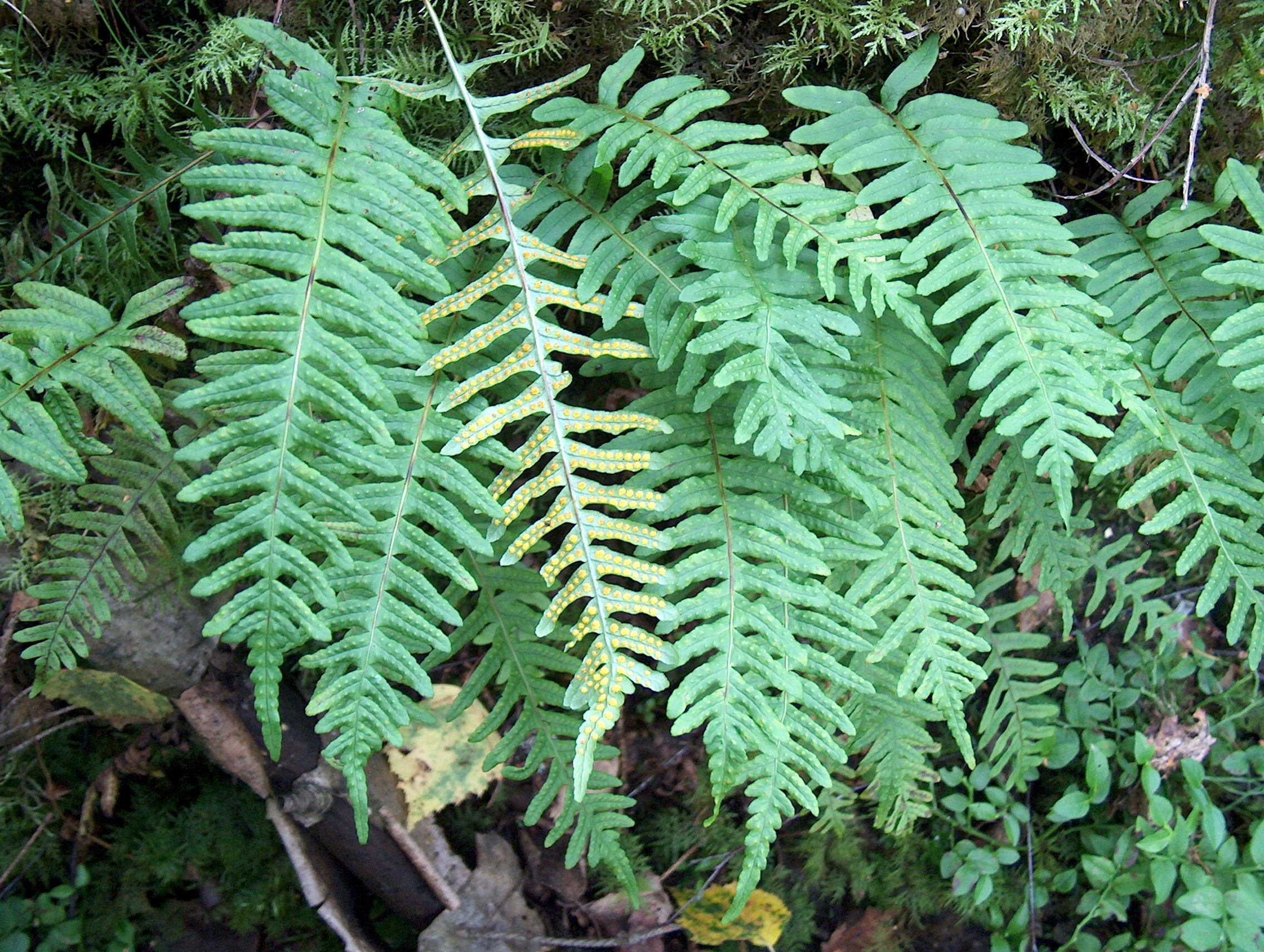
A növény
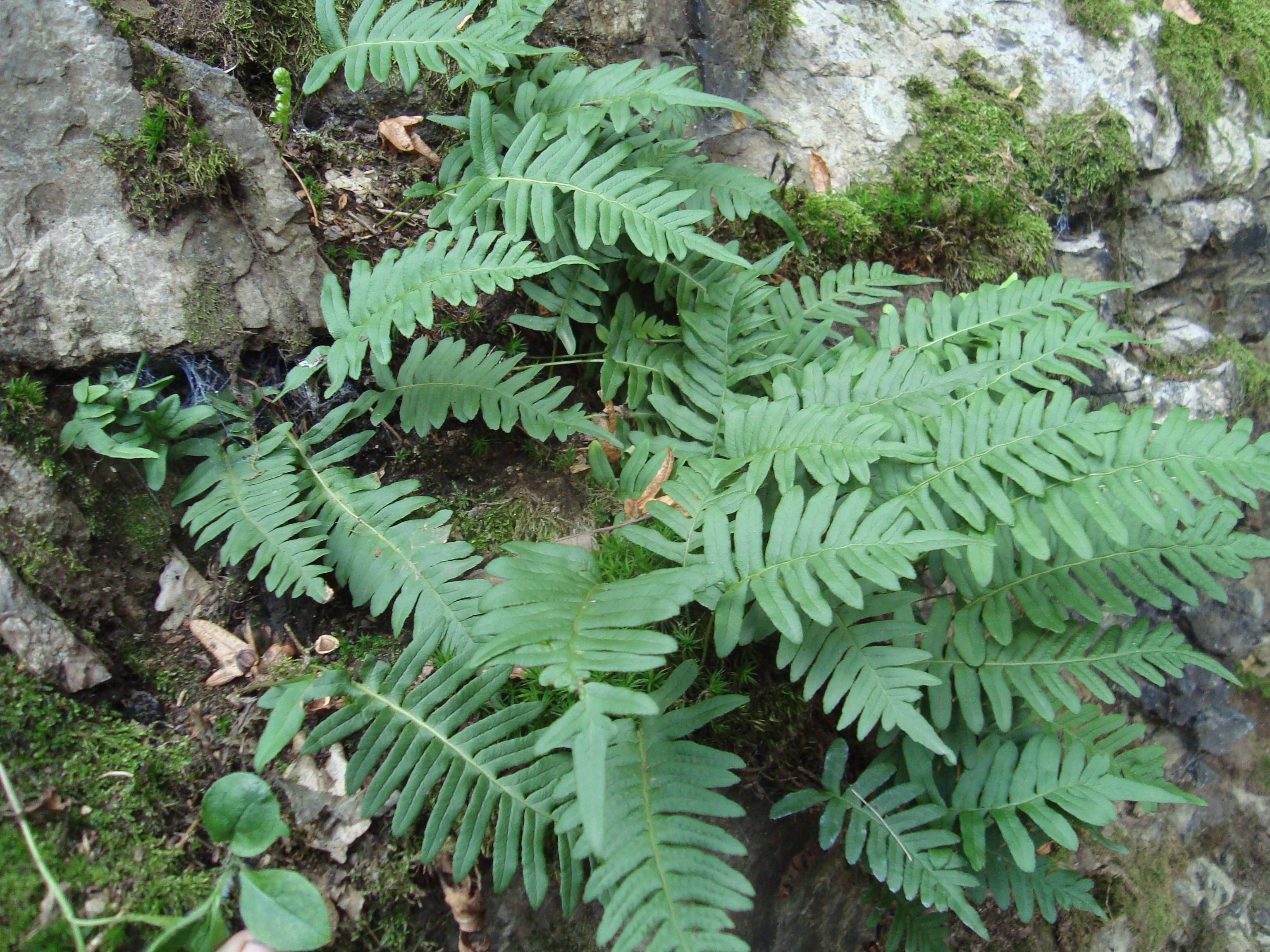
a szabad
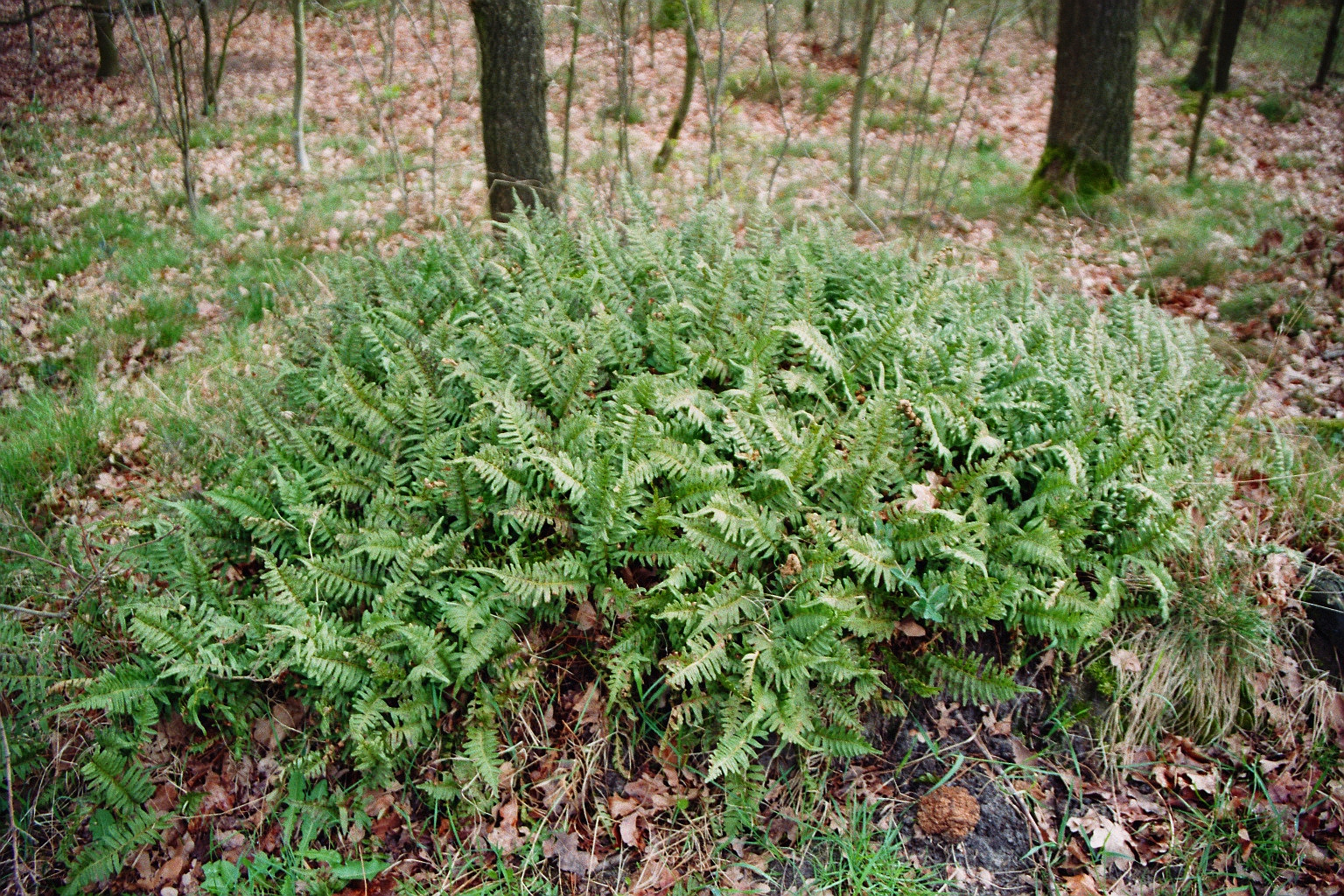
természetben
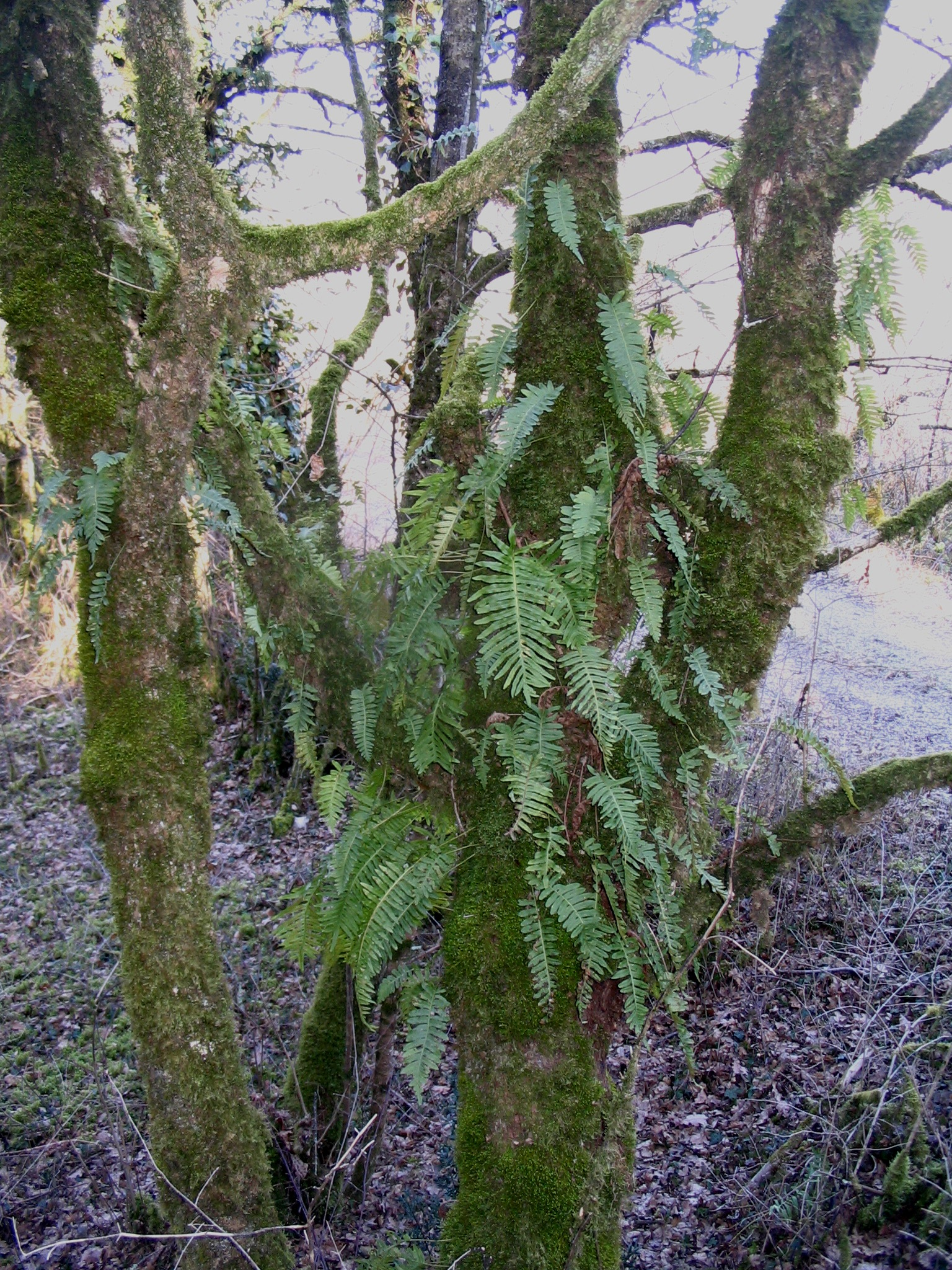
Fára nőve
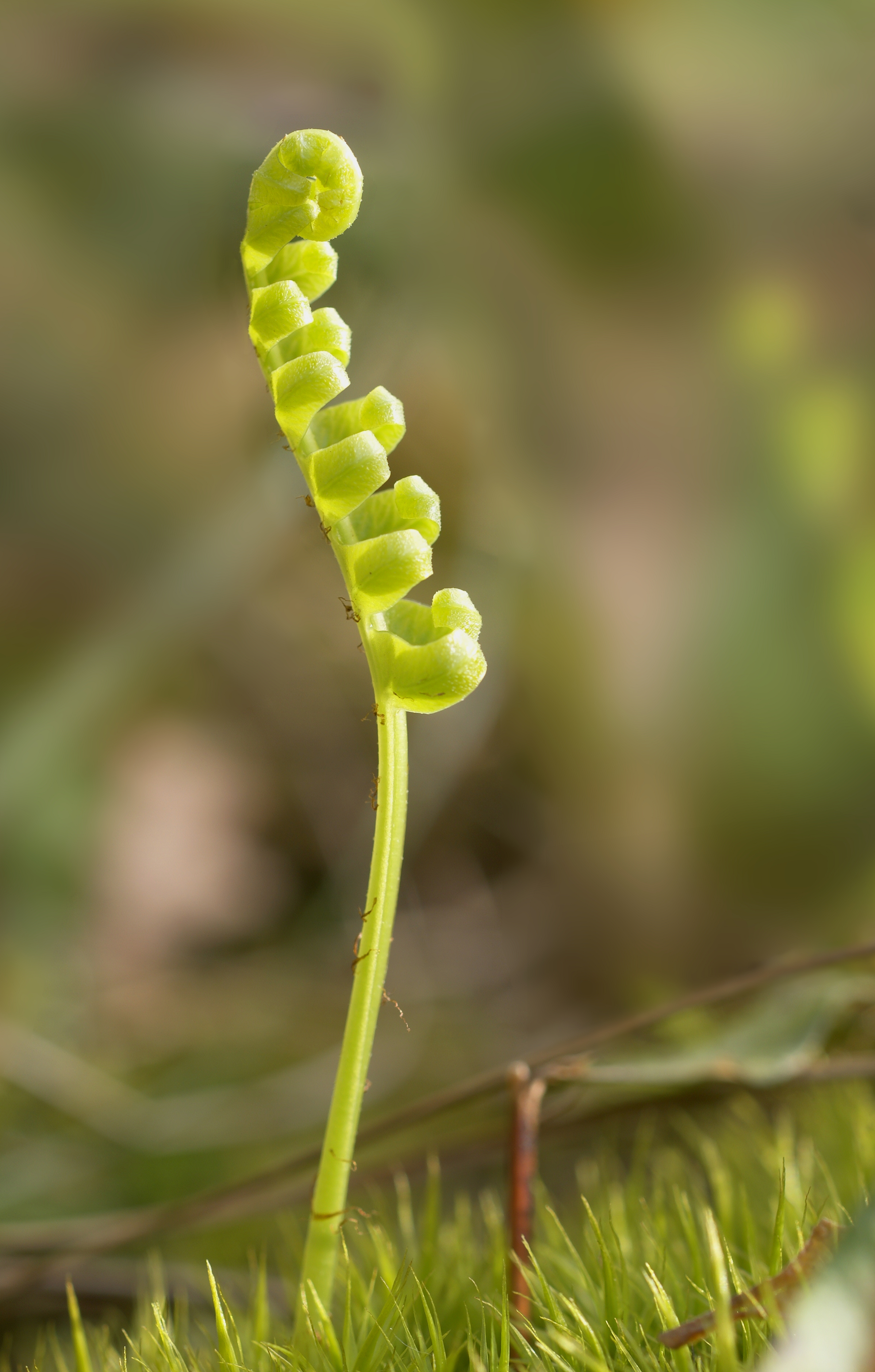
Fiatal hajtás
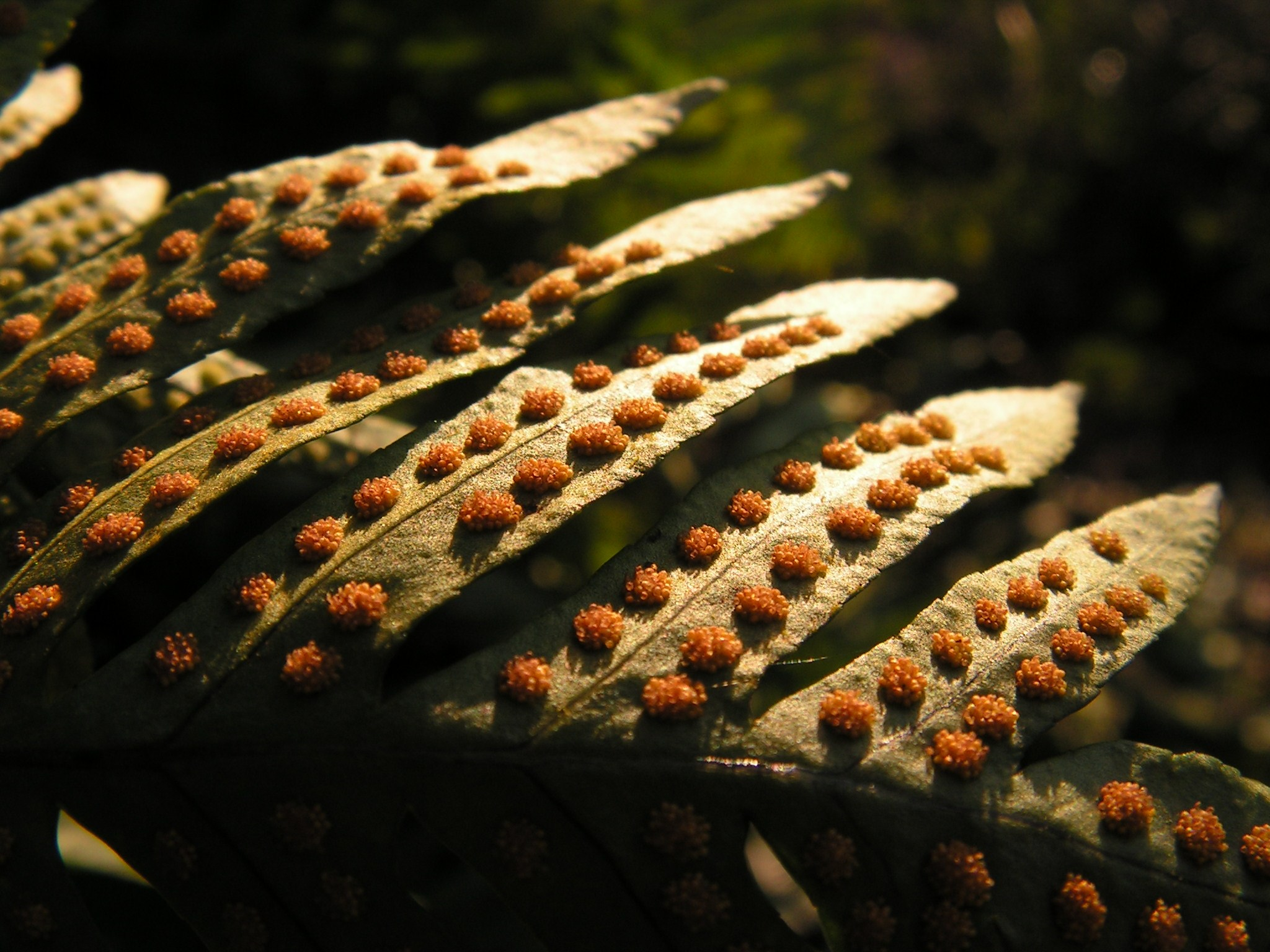
Spórás levél
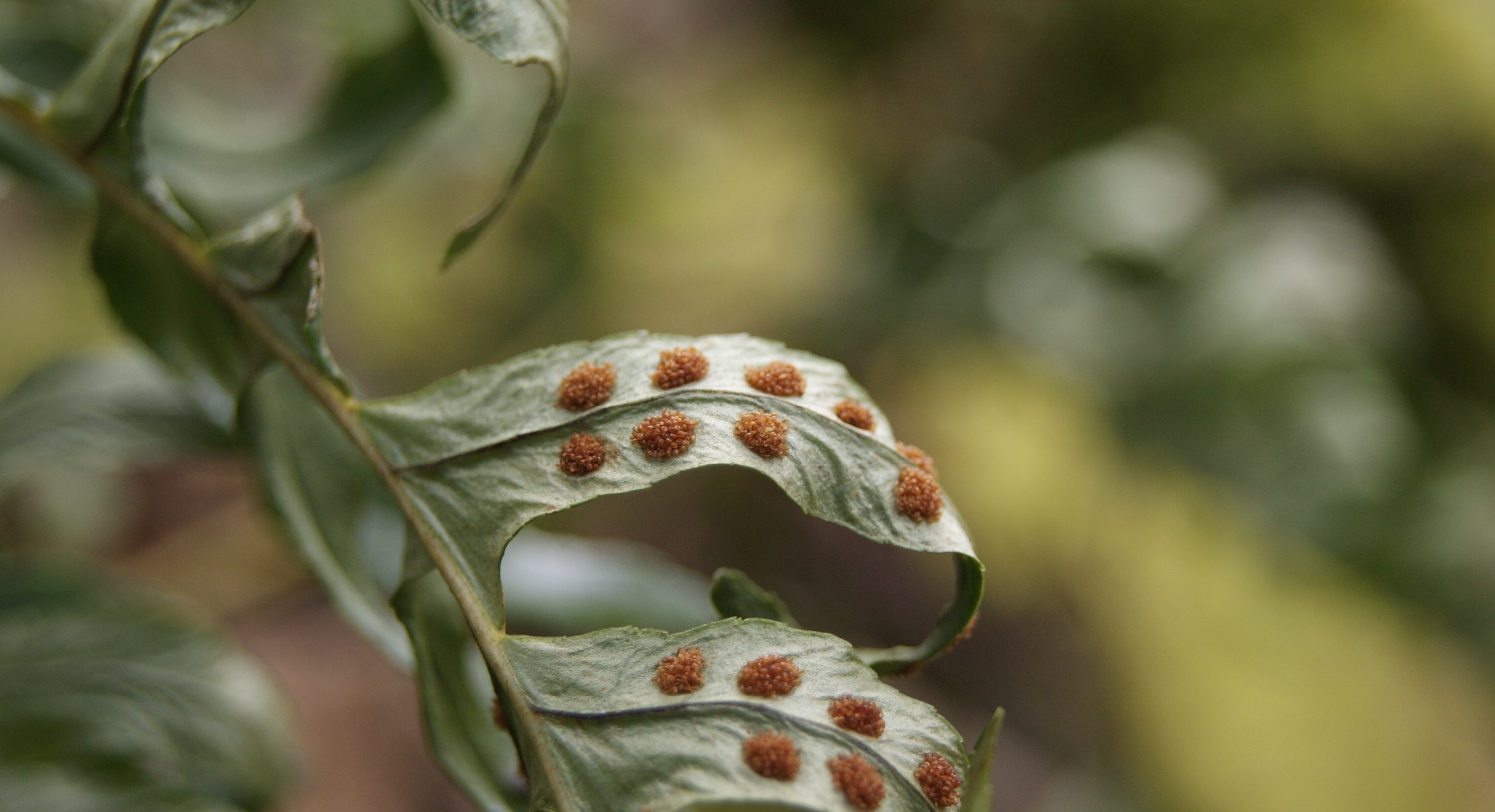
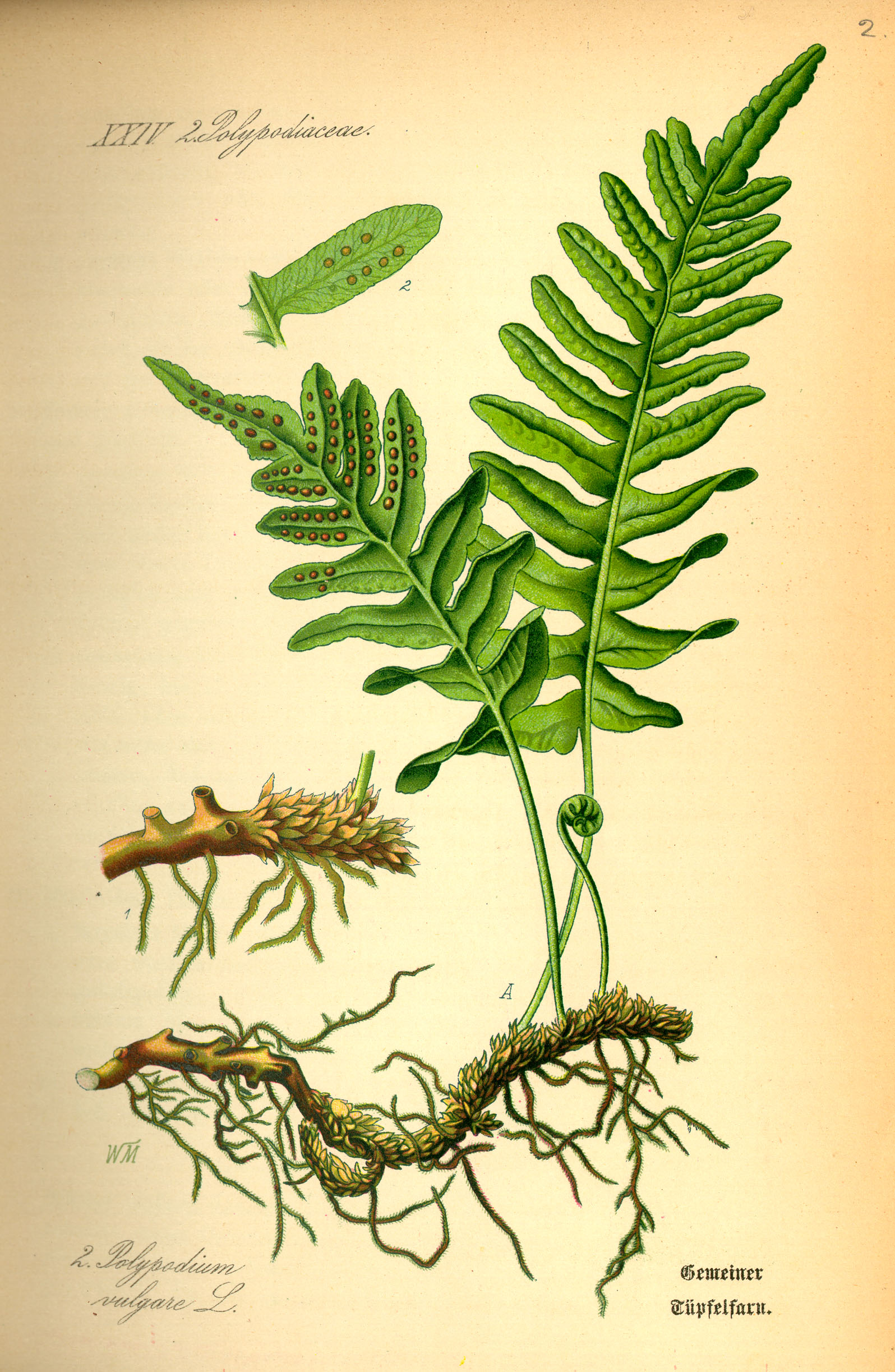
Rajz a növényről